# Panthalis
Panthalis (altgriechisch Πανθαλίς Panthalís) ist eine Figur in der griechischen Mythologie.
Sie war eine Dienerin der Helena. Sie wird einzig bei Pausanias 10,25,4 bei der Beschreibung des Wandgemäldes der Ilioupersis von Polygnotos in der Lesche der Knidier in Delphi erwähnt.

## Literarische Rezeption
Bei Johann Wolfgang von Goethe tritt Panthalis fast den gesamten 3. Akt von Faust II als Chorführerin auf.
Panthalis ist Begleiterin der Helena und als Charakter nichts weiter als „ein Mädchen“ oder „ein treuer Begleiter“. Im Gegensatz zu den anderen Mädchen des Chores – die als der Äste Flüsterzittern, Uferzug oder Wellenspiegel im Tageslicht bleiben – fährt sie am Schluss ihres Auftritts zurück in den Hades zu Helena und Persephone mit dem Vers 9981–9984:
Wer keinen Namen sich erwarb noch Edles will,

Gehört den Elementen an; so fahret hin!

Mit meiner Königin zu sein, verlangt mich heiß;

Nicht nur Verdienst, auch Treue wahrt uns die Person.

## Sonstiges

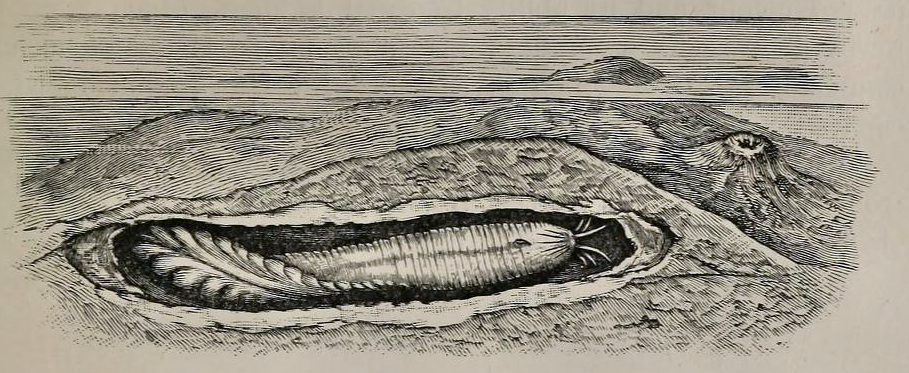
Eine Panthalis oerstedi.

Der Name der literarischen Figur wurde für biologische Klassifikationsbezeichnungen übernommen. Die Gattung Panthalis innerhalb der Klasse der Vielborster wurde 1856 von Johan Gustaf Hjalmar Kinberg eingeführt. Weiter gibt es die Schmetterlingsart Diaethria nystographa panthalis, die in Venezuela vorkommt und 1884 erstmals von Honrath beschrieben wurde.